# Daphniphyllum himalayense
Daphniphyllum himalayense är en tvåhjärtbladig växtart. Daphniphyllum himalayense ingår i släktet Daphniphyllum och familjen Daphniphyllaceae.

## Underarter
Arten delas in i följande underarter:
- D. h. angustifolium
- D. h. himalayense